# مداخله عربستان سعودی در جنگ داخلی سوریه
مداخله عربستان سعودی در جنگ داخلی سوریه شامل عرضهٔ گسترده جنگ‌افزار و مهمات به گروه‌های مختلف شورشی سوری در طول جنگ داخلی سوریه است.
از تابستان ۲۰۱۳، عربستان سعودی، تأمین‌کنندهٔ اصلی مالی و تسلیحاتی شورشیان بوده‌است.عربستان سعودی از گروه‌های شورشی اسلام‌گرا از جمله جیش‌الفتح حمایت کرده‌است.
در آگوست ۲۰۱۷، اپوزیسیون سوریه از طریق وزیر امور خارجه عربستان سعودی مطلع شد که آل‌سعود حمایت از آنان را قطع کرده‌است. پس از آن، عربستان سعودی موضع آشتی‌جویانه‌تری در قبال دولت سوریه اتخاذ کرد.

## گروه‌های حمایت‌شده از طرف عربستان سعودی
- جنبش نورالدین زنکی
- جبهه اصالت و توسعه
- جیش الاسلام
- تیپ فتح
- جبهه جنوبی
- جبهه انقلابیون سوریه
- گردان شهدای سوریه
- ارتش کماندو انقلابی
- ارتش آزاد ادلب
- جیش‌الفتح
- نیروهای دموکراتیک سوریه
  -  نیروهای السنادید
  -  یگان‌های مدافع خلق